# Le Rail (film)
Pour plus de détails, voir Fiche technique et Distribution.
Le Rail (Scherben) est un film muet allemand réalisé par Lupu Pick, sorti en  1921, appartenant au genre Kammerspiel.

## Synopsis
Un garde-barrière vit bien tranquillement avec sa famille dans un lieu reculé de tout, jusqu'au jour où un télégramme annonce la venue d'un inspecteur des voies ferrées. Ce dernier séduit le jeune fille, et provoque de ce fait le désespoir de sa mère qui les surprend et décide de partir prier, mais elle meurt de froid en sortant de chez elle. Le père furieux discute avec l'inspecteur puis l'étrangle. Mais ce dernier pris de remords, avoue son acte au conducteur d'un train passant par là avant de se livrer à la police.

## Fiche technique
- Titre Original : Scherben
- Titre français: Le Rail
- Réalisateur : Lupu Pick
- Scénario : Carl Mayer et Lupu Pick
- Directeur de la photographie : Friedrich Weinmann
- Musique : Giuseppe Becce
- Genre : Kammerspiel
- Producteur Lupu Pick
- Production : firme Rex-Film
- Format : Noir et blanc - film muet
- Durée : 62 min
- Dates de sortie : 
  - République de Weimar : 27 mai 1921
  - France : 23 juin 1922[1]

## Distribution
- Werner Krauss : Le garde-barrière
- Hermine Straßmann-Witt : La femme du garde-barrière
- Edith Posca : La fille du garde-barrière
- Paul Otto : L'inspecteur
- Lupu Pick : Un voyageur